# Kagney Linn Karter
Kagney Linn Karter   (Houston, 28 de març de 1987 - Cleveland, 15 de febrer de 2024) fou una actriu porno estatunidenca.

## Carrera
Linn Karter va néixer al comtat de Harris (Texas), i es va criar a Saint Joseph (Missouri). Més tard es va mudar a Califòrnia i va seguir una carrera d'actuació i cant, fins que es va barallar amb el seu mànager, quan aquest va descobrir que ella havia estat treballant com a ballarina eròtica. Havia començat a ballar, quan va ser nomenada showgirl de l'estat de Missouri, l'any 2007 per l'empresa Déjà Vu. Mentre va continuar ballant a Califòrnia, finalment va comançar a treballar com a model, arribant a signar posteriorment amb l'agència LA Direct Models, on va posar en sessions per a la fotògrafa eròtica Holly Randall. Va ingressar a la indústria del cinema pornogràfic el 2008, protagonitzant una escena heterosexual per a la productora d'internet Naughty America.

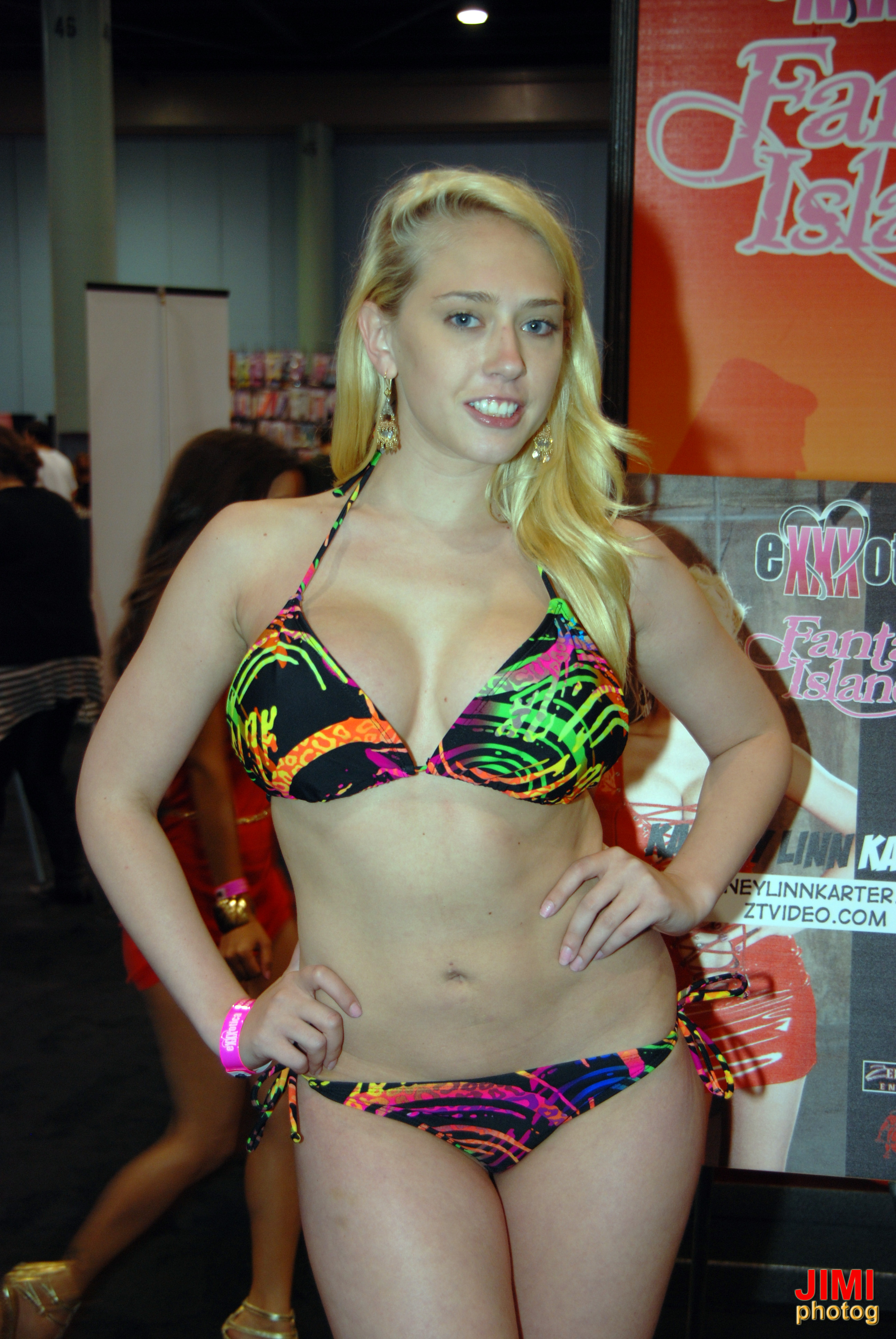
Kagney Linn Karter (2010)

Linn Karter va ser triada Pet of the Month per la revista Penthouse el mes de juny de 2009, i va aparèixer en les portades de les revistes Hustler, a l'abril de 2009, i Adult Video News, al juny de 2009. També va aparèixer en la portada del llibre de fotografies de Holly Randall, Erotic Dream Girls, publicat a l'octubre de 2009.
El gener de 2010 va signar un contracte exclusiu amb la productora Zero Tolerance Entertainment. La seva primera pel·lícula amb aquesta productora va ser gravada a Los Angeles, Califòrnia, i compta amb la col·laboració de Julia Ann.
El 2012 va participar en Twilight of the Porn Stars de Louis Theroux, una pel·lícula documental de la BBC sobre la indústria del porno, la seva lluita per competir amb alternatives gratuïtes a Internet i la vida d'estrelles porno famoses.
El 2018, sota el nom de Kagney Necessary, va llançar un EP titulat The Crossover.

## Premis
- 2010 – Premi AVN – Best New Starlet[9]
- 2010 – Premi AVN – Best POV Sex Scene – Pound the Round POV[9]
- 2010 – Premi XBIZ – New Starlet of the Year[10]
- 2010 – Premi XRCO – New Starlet[11]
- 2011 – Premi PornstarGlobal – 5 Star Award[12]